# 江种辰明
江種辰明（日语：／ Egusa Tatsuaki，1976年10月28日—），福冈县出身，日本男子柔道运动员，毕业于天理大学。他曾代表日本参加2006年亚洲运动会柔道比赛，获得男子60公斤级金牌。